# أوفرفلو
أوفيرفلو  (بالإنجليزية: 0verflow)‏ هي شركة يابانية متخصصة في ألعاب الفيديو ، تأسست عام 1997 

## وصلات خارجية
- الموقع الإلكتروني